# Liste der Kulturdenkmäler in Schöneck (Hessen)
Die folgende Liste enthält die in der Denkmaltopographie ausgewiesenen Kulturdenkmäler auf dem Gebiet  der Gemeinde Schöneck, Main-Kinzig-Kreis, Hessen.
Hinweis: Die Reihenfolge der Denkmäler in dieser Liste orientiert sich zunächst an Ortsteilen und anschließend der Anschrift, alternativ ist sie auch nach der Bezeichnung, der vom Landesamt für Denkmalpflege vergebenen Nummer oder der Bauzeit sortierbar.
Kulturdenkmäler werden fortlaufend im Denkmalverzeichnis des Landes Hessen durch das Landesamt für Denkmalpflege Hessen auf Basis des Hessischen Denkmalschutzgesetzes (HDSchG) geführt. Die Schutzwürdigkeit eines Kulturdenkmals hängt nicht von der Eintragung in das Denkmalverzeichnis des Landes Hessen oder der Veröffentlichung in der Denkmaltopographie ab.

Das Denkmalverzeichnis für diesen Bereich liegt noch nicht vor. Die bisher bekannten Bau- und Kunstdenkmäler hat das Landesamt für Denkmalpflege Hessen in sogenannten Arbeitslisten erfasst. Den Arbeitslisten liegen Erkenntnisse aus Akten, Ortsbegehungen und Denkmalinventaren, jedoch keine neuere systematische Forschung, zugrunde. Die Benehmensherstellung mit der Gemeinde gemäß § 11 Abs. 1 HDSchG ist noch nicht erfolgt.
Das Vorhandensein oder Fehlen eines Objekts in dieser Liste ist keine rechtsverbindliche Auskunft darüber, ob es Kulturdenkmal ist oder nicht: Diese Liste entspricht möglicherweise nicht dem aktuellen Stand der offiziellen Denkmaltopographie. Diese ist für Hessen in den entsprechenden Bänden der Denkmaltopographie Bundesrepublik Deutschland und im Internet unter DenkXweb – Kulturdenkmäler in Hessen einsehbar. Auch diese Quellen sind, obwohl sie durch das Landesamt für Denkmalpflege Hessen aktualisiert werden, nicht immer aktuell, da es im Denkmalbestand immer wieder Änderungen gibt.
Eine verbindliche Auskunft erteilt allein das Landesamt für Denkmalpflege Hessen.
Nutze diese Kartenansicht, um Koordinaten in der Liste zu setzen. In dieser Kartenansicht sind Kulturdenkmale ohne Koordinaten mit einem roten bzw. orangen Marker dargestellt und können in der Karte gesetzt werden. Kulturdenkmale ohne Bild sind mit einem blauen bzw. roten Marker gekennzeichnet, Kulturdenkmale mit Bild mit einem grünen bzw. orangen Marker.

## Kulturdenkmäler nach Ortsteilen

### Büdesheim
| Bild | Bezeichnung | Lage | Beschreibung | Bauzeit | Objekt-Nr. |
| --- | --- | --- | ------------ | ------- | ---------- |
| Bild gesucht BW                                                                                              | Bahnhof Schöneck-Büdesheim                                                                                          | Bahnhofstraße 46 LageFlur: 2, Flurstück: 190/3 |              |         | 121261 DDB |
| Bild gesucht BW                                                                                              | | Brückgasse 8 LageFlur: 1, Flurstück: 264/1 |              |         | 122320 DDB |
| Bild gesucht BW                                                                                              | Kath. Heilig-Kreuz-Kirche                                                                                           | Burghohl 4 LageFlur: 5, Flurstück: 521/1 |              |         | 122315 DDB |
| Bild gesucht BW                                                                                              | Büdesheimer-Tunnel                                                                                                  | Eisenbahn von Bad Vilbel nach Lauterbach, Zwischen Windecker Pfad und Hanauer Pfad, Windecker Pfad 8, Windecker Pfad, Hanauer Pfad, Eisenbahn von Lauterbach nach Bad Vilbel, Am Mittelsten Triebelos, Am Fuß LageFlur: 1, 2, Flurstück: 647/1, 651, 652/3, 716/8, 717/2, 10, 146, 488, 190/6, 368/1, 6, 7/1, 7/2, 8, 9                                                                                                 |              |         | 952672 DDB |
| Bild gesucht BW                                                                                              | Alte Schule | Hinter den Zäunen 1b LageFlur: 1, Flurstück: 82/9 |              |         | 121264 DDB |
| Bild gesucht BW                                                                                              | Ehem. Gärtnerhaus                                                                                                   | Im Paradiesgarten 13 LageFlur: 1, Flurstück: 936 |              |         | 122316 DDB |
| Bild gesucht BW                                                                                              | Ehem. Orangerie | In der Orangerie 1 LageFlur: 1, Flurstück: 915 |              |         | 782695 DDB |
| Bild gesucht BW                                                                                              | Erbbegräbnis der Grafen von Oriola mit Mausoleum und Schmuckeinfassung                                              | Kirchgasse, Rosenstraße LageFlur: 1, Flurstück: 618/2, 618/56 |              |         | 121263 DDB |
| weitere Bilder                                                                                               | Evangelische Kirche                                                                                                 | Kirchgasse 2/4 LageFlur: 1, Flurstück: 461, 462 |              |         | 121262 DDB |
| Bild gesucht BW                                                                                              | | Minetsgasse 1 LageFlur: 1, Flurstück: 299/1 |              |         | 122317 DDB |
| Bild gesucht BW                                                                                              | | Minetsgasse 3 LageFlur: 1, Flurstück: 298/1 |              |         | 122290 DDB |
| Bild gesucht BW                                                                                              | | Nördliche Hauptstraße 1 LageFlur: 1, Flurstück: 253/3 |              |         | 122289 DDB |
| Bild gesucht BW                                                                                              | | Nördliche Hauptstraße 9 LageFlur: 1, Flurstück: 275/1 |              |         | 122291 DDB |
| Bild gesucht BW                                                                                              | | Nördliche Hauptstraße 14 LageFlur: 1, Flurstück: 35/1 |              |         | 121806 DDB |
| Bild gesucht BW                                                                                              | | Nördliche Hauptstraße 18 LageFlur: 1, Flurstück: 21/1 |              |         | 122292 DDB |
| Bild gesucht BW                                                                                              | | Nördliche Hauptstraße 28 LageFlur: 1, Flurstück: 8/1 |              |         | 121807 DDB |
| Bild gesucht BW                                                                                              | | Riedstraße 12 LageFlur: 1, Flurstück: 69/3 |              |         | 122318 DDB |
| Neues Schloss mit Stützmauer, Einfriedung, Wagentor, Brunnennische und Abgrenzungsmauer des Orangeriegartens | Neues Schloss mit Stützmauer, Einfriedung, Wagentor, Brunnennische und Abgrenzungsmauer des Orangeriegartens        | Schloßstraße 1/3/5 LageFlur: 1, Flurstück: 910, 943, 944, 945, 946 |              |         | 121811 DDB |
| Bild gesucht BW                                                                                              | | Schloßstraße 2 LageFlur: 1, Flurstück: 156/1 |              |         | 122287 DDB |
| weitere Bilder                                                                                               | Altes Schloss/Bruderhof, Herrschaftlicher Schlossbau mit aufgelassenem Schlosspark, ehem. Teepavillon und Wehrmauer | Schloßstraße 12/14, Schloßstraße, Nidder LageFlur: 1, Flurstück: 496, 498, 499, 500, 502/11, 502/12, 723/1, 724/1, 725/1 |              |         | 121812 DDB |
| Bild gesucht BW                                                                                              | | Schmiedgasse 8 LageFlur: 1, Flurstück: 244 |              |         | 121808 DDB |
| weitere Bilder                                                                                               | Ehem. Schulhaus, später Rathaus                                                                                     | Siegmund-Strauß-Platz 1 LageFlur: 1, Flurstück: 47/4 |              |         | 121810 DDB |
| Bild gesucht BW                                                                                              | Historische Gastwirtschaft                                                                                          | Südliche Hauptstraße 4 LageFlur: 1, Flurstück: 249/8, 249/9 |              |         | 121803 DDB |
| Bild gesucht BW                                                                                              | | Südliche Hauptstraße 12 LageFlur: 1, Flurstück: 227/1 |              |         | 121804 DDB |
| Bild gesucht BW                                                                                              | | Südliche Hauptstraße 32 LageFlur: 1, Flurstück: 206/1 |              |         | 121799 DDB |
| Bild gesucht BW                                                                                              | | Südliche Hauptstraße 33 LageFlur: 1, Flurstück: 142/1 |              |         | 121805 DDB |
| Bild gesucht BW                                                                                              | | Südliche Hauptstraße 35 LageFlur: 1, Flurstück: 102/1 |              |         | 121800 DDB |
| Bild gesucht BW                                                                                              | | Südliche Hauptstraße 37 LageFlur: 1, Flurstück: 145/6 |              |         | 121801 DDB |
| Bild gesucht BW                                                                                              | | Südliche Hauptstraße 38 LageFlur: 1, Flurstück: 197/2 |              |         | 122301 DDB |
| Bild gesucht BW                                                                                              | | Südliche Hauptstraße 39 LageFlur: 1, Flurstück: 145/4 |              |         | 121802 DDB |
| Bild gesucht BW                                                                                              | | Vilbeler Straße 41 LageFlur: 13, Flurstück: 14/4 |              |         | 121809 DDB |
| Bild gesucht BW                                                                                              | Niddertalbahn (II)                                                                                                  | Zwischen Windecker Pfad und Hanauer Pfad, Windecker Pfad 8, Windecker Pfad, Hanauer Pfad, Eisenbahn von Lauterbach nach Bad Vilbel, Eisenbahn von Bad Vilbel nach Lauterbach, Bahnhofstraße 46, Am Mittelsten Triebelos, Am Fuß LageFlur: 1, 2, Flurstück: 636/5, 636/6, 645/1, 647/1, 651, 652/3, 652/4, 716/8, 717/2, 828, 10, 146, 188, 190/3, 190/5, 190/6, 197/3, 204/4, 241, 368/1, 50/1, 6, 60/3, 7/1, 7/2, 8, 9 |              |         | 955034 DDB |

### Kilianstädten
| Bild                       | Bezeichnung                        | Lage | Beschreibung  | Bauzeit | Objekt-Nr. |
| -------------------------- | ---------------------------------- | --- | ------------- | ------- | ---------- |
| Bild gesucht BW            | Gesamtanlage Historischer Ortskern | Lage |               |         | 121350 DDB |
| Kath. Kirche „Christkönig“ | Kath. Kirche „Christkönig“         | Bleichstraße 18 LageFlur: 11, Flurstück: 289 |               |         | 122272 DDB |
| Bild gesucht BW            | Bahnhof                            | Büdesheimer Straße 28 LageFlur: 4, Flurstück: 155/5 | Alter Bahnhof |         | 121729 DDB |
| Bild gesucht BW            | Niddertalbahn (II)                 | Eisenbahn von Bad Vilbel nach Lauterbach, Steinbachsgraben, Mühlgraben, Büdesheimer Straße 28, Am Neuberg LageFlur: 1, 2, 3, 4, Flurstück: 36, 31, 44/4, 56, 57, 58, 155/4, 155/5, 180, 232 |               |         | 955033 DDB |
| Bild gesucht BW            |                                    | Fixengasse 1 LageFlur: 9, Flurstück: 127 |               |         | 122273 DDB |
| Bild gesucht BW            |                                    | Frankfurter Straße 1 LageFlur: 10, Flurstück: 98 |               |         | 121730 DDB |
| Bild gesucht BW            |                                    | Frankfurter Straße 4 LageFlur: 9, Flurstück: 90/3 |               |         | 121731 DDB |
| Bild gesucht BW            |                                    | Frankfurter Straße 7 LageFlur: 10, Flurstück: 102/1 |               |         | 121732 DDB |
| Bild gesucht BW            |                                    | Frankfurter Straße 10 LageFlur: 9, Flurstück: 144/4 |               |         | 121733 DDB |
| Bild gesucht BW            |                                    | Frankfurter Straße 11/11a LageFlur: 10, Flurstück: 108/1 |               |         | 121734     |
| Bild gesucht BW            |                                    | Frankfurter Straße 13 LageFlur: 10, Flurstück: 109 |               |         | 122274 DDB |
| Bild gesucht BW            |                                    | Frankfurter Straße 15 LageFlur: 9, Flurstück: 152/1 |               |         | 121735 DDB |
| Bild gesucht BW            |                                    | Frankfurter Straße 19 LageFlur: 9, Flurstück: 154/1 |               |         | 121736 DDB |
| Bild gesucht BW            |                                    | Frankfurter Straße 21 LageFlur: 9, Flurstück: 155 |               |         | 121737 DDB |
| Bild gesucht BW            |                                    | Frankfurter Straße 31 LageFlur: 11, Flurstück: 96/2 |               |         | 121738 DDB |
| Bild gesucht BW            |                                    | Frankfurter Straße 33 LageFlur: 11, Flurstück: 94/1 |               |         | 923894 DDB |
| Bild gesucht BW            |                                    | Glockenstraße 6 LageFlur: 10, Flurstück: 55 |               |         | 122277 DDB |
| Bild gesucht BW            |                                    | Herrnhofstraße 1 LageFlur: 10, Flurstück: 68/3 |               |         | 121728 DDB |
| Bild gesucht BW            |                                    | Herrnhofstraße 2 LageFlur: 10, Flurstück: 73 |               |         | 122278 DDB |
| Bild gesucht BW            |                                    | Herrnhofstraße 3 LageFlur: 10, Flurstück: 60 |               |         | 122279 DDB |
| Bild gesucht BW            |                                    | Herrnhofstraße 5/5a LageFlur: 10, Flurstück: 59/1, 59/2 |               |         | 121740     |
| weitere Bilder             | Rathaus                            | Herrnhofstraße 6/8 LageFlur: 10, Flurstück: 75, 76 |               |         | 121741 DDB |
| Bild gesucht BW            |                                    | Herrnhofstraße 7 LageFlur: 10, Flurstück: 58/1 |               |         | 121744 DDB |
| Bild gesucht BW            |                                    | Hüttenberg 10 LageFlur: 10, Flurstück: 24/3 |               |         | 122280 DDB |
| Bild gesucht BW            | Sog. Uffelmann’scher Hof           | Kirchplatz 1 LageFlur: 10, Flurstück: 66/1 |               |         | 121743 DDB |
| Bild gesucht BW            |                                    | Kirchplatz 4 LageFlur: 9, Flurstück: 88 |               |         | 122276 DDB |
| Evangelische Kirche        | Evangelische Kirche                | Kirchplatz 6 LageFlur: 10, Flurstück: 64 |               |         | 121739 DDB |
| Bild gesucht BW            | Eisenbahnbrücke                    | Mühlgraben LageFlur: 3, Flurstück: 56 |               |         | 121742 DDB |
| Bild gesucht BW            | Mühle Thylmann                     | Mühlgraben, Frankfurter Straße 58 LageFlur: 3, Flurstück: 52, 55, 64, 66/1 |               |         | 122275 DDB |
|                            |                                    | Platz der Republik 1 LageFlur: 10, Flurstück: 69/1 |               |         | 121746 DDB |
| Bild gesucht BW            |                                    | Platz der Republik 2 LageFlur: 10, Flurstück: 70 |               |         | 121747 DDB |
| Bild gesucht BW            |                                    | Platz der Republik 7 LageFlur: 10, Flurstück: 90 |               |         | 121748 DDB |
| Bild gesucht BW            |                                    | Untergasse 5 LageFlur: 10, Flurstück: 129 |               |         | 121749 DDB |
| Bild gesucht BW            |                                    | Untergasse 11 LageFlur: 10, Flurstück: 123/1 |               |         | 121750 DDB |
| Bild gesucht BW            | Schmiede                           | Untergasse 15 LageFlur: 10, Flurstück: 114 |               |         | 122281 DDB |
| Bild gesucht BW            |                                    | Untergasse 19 LageFlur: 10, Flurstück: 112 |               |         | 122282 DDB |
| Bild gesucht BW            |                                    | Untergasse 27 LageFlur: 9, Flurstück: 149 |               |         | 122283 DDB |
| Bild gesucht BW            |                                    | Wedgasse 1 LageFlur: 10, Flurstück: 93 |               |         | 122284 DDB |
| Bild gesucht BW            |                                    | Wedgasse 3 LageFlur: 10, Flurstück: 94 |               |         | 122285 DDB |

### Oberdorfelden
| Bild            | Bezeichnung                         | Lage | Beschreibung                      | Bauzeit | Objekt-Nr. |
| --------------- | ----------------------------------- | --- | --------------------------------- | ------- | ---------- |
| Bild gesucht BW | Gesamtanlage Ortskern Oberdorfelden | Lage |                                   |         | 122312 DDB |
| Bild gesucht BW | Historisches Backhaus               | Alte Dorfstraße o. Nr. LageFlur: 2, Flurstück: 50/3                                                                                   |                                   |         | 122305 DDB |
| Bild gesucht BW |                                     | Alte Dorfstraße 3a LageFlur: 2, Flurstück: 88/4                                                                                       |                                   |         | 122302 DDB |
| Bild gesucht BW |                                     | Alte Dorfstraße 12 LageFlur: 2, Flurstück: 53/2                                                                                       |                                   |         | 122304 DDB |
| weitere Bilder  | Evangelische Kirche                 | Alte Dorfstraße 14 LageFlur: 2, Flurstück: 51                                                                                         | Evangelische Kirche Oberdorfelden |         | 121786 DDB |
| Bild gesucht BW |                                     | Alte Dorfstraße 18 LageFlur: 2, Flurstück: 41                                                                                         |                                   |         | 122306 DDB |
| Bild gesucht BW |                                     | Alte Dorfstraße 20 LageFlur: 2, Flurstück: 40                                                                                         |                                   |         | 122307 DDB |
| Bild gesucht BW | Niddertalbahn (II)                  | Eisenbahn von Bad Vilbel nach Stockheim, Im Weimer (n.fl.Gew.III), Bahnhof LageFlur: 3, 4, 11, 21, Flurstück: 77, 109/3, 59/1, 42, 53 |                                   |         | 122309     |
| Bild gesucht BW |                                     | Eschenweg 3 LageFlur: 2, Flurstück: 31/2                                                                                              |                                   |         | 122309     |
| Bild gesucht BW |                                     | Falltorstraße 11 LageFlur: 11, Flurstück: 17/1                                                                                        |                                   |         | 122310 DDB |
| Bild gesucht BW | Ehem. Pfarrgehöft, heute Feuerwehr  | Weidenweg 3 LageFlur: 2, Flurstück: 39/1                                                                                              |                                   |         | 121787 DDB |
| Bild gesucht BW |                                     | Weidenweg 8 LageFlur: 2, Flurstück: 43/4                                                                                              |                                   |         | 122311 DDB |

### Ehemalige Kulturdenkmäler
| Bild            | Bezeichnung | Lage                                           | Beschreibung | Bauzeit | Objekt-Nr. |
| --------------- | ----------- | ---------------------------------------------- | ------------ | ------- | ---------- |
| Bild gesucht BW |             | Alte Dorfstraße 6 LageFlur: 2, Flurstück: 63/6 | abgerissen   |         |            |